# Come Together (chanson d'Ongaku Gatas)
Pour les articles homonymes, voir Come Together (homonymie).
Singles de Ongaku Gatas
Yattarōze!
(2007) Ready! Kick Off!!
(2010)
Come Together est le troisième single du groupe de J-pop Ongaku Gatas, composé de chanteuses du Hello! Project membres de l'équipe de futsal Gatas Brilhantes H.P.
Il sort le 10 septembre 2008 au Japon sur le label zetima. Il est écrit et produit par Tsunku. Il atteint la 12e place du classement Oricon, et reste classé pendant trois semaines. Il sort aussi deux semaines plus tard au format "Single V" (DVD) avec le clip vidéo ; une édition limitée "Event V" (DVD) sera aussi vendue lors de représentations du groupe. La chanson-titre n'est pas une reprise du titre homonyme des Beatles, bien que Tsunku soit un fan déclaré de ce groupe ; elle figurera sur la compilation du H!P Petit Best 9 de fin d'année.
C'est le premier disque du groupe sans Erina Mano et Mika Mutō qui ont quitté le groupe dans l'année ; Mano poursuit désormais une carrière en solo.

## Membres
- Hitomi Yoshizawa (ex-Morning Musume)
- Rika Ishikawa (ex-Morning Musume, ex-V-u-den)
- Asami Konno (ex-Morning Musume)
- Mai Satoda (ex-Country Musume)
- Miki Korenaga (Hello Pro Egg)
- Arisa Noto (Hello Pro Egg)
- Minami Sengoku (Hello Pro Egg)
- Yuri Sawada (Hello Pro Egg)

## Liste des titres
CD
1. Come Together
2. Aisaretai Aisaretai (愛されたい 愛されたい?)
3. Come Together (Instrumental)

Single V (DVD)
1. Come Together
2. Come Together (Close-up Ver.)
3. Making Eizo (メイキング映像?)

Event V (DVD)
1. Come Together (Dance Shot Ver.)
2. Come Together (Yoshizawa Hitomi Ver.) (吉澤ひとみ Ver.)
3. Come Together (Ishikawa Rika Ver.) (石川梨華 Ver.)
4. Come Together (Satoda Mai Ver.) (里田まい Ver.)
5. Come Together (Konno Asami Ver.) (紺野あさ美 Ver.)
6. Come Together (Korenaga Miki Ver.) (是永美記 Ver.)
7. Come Together (Noto Arisa Ver.) (能登有沙 Ver.)
8. Come Together (Sengoku Minami Ver.) (仙石みなみ Ver.)
9. Come Together (Sawada Yuri Ver.) (澤田由梨 Ver.)